# Église Saint-Martin de Puisseguin
L'église Saint-Martin est une église catholique située à Puisseguin, dans le département français de la Gironde en France.

## Localisation
L’église est située dans un vallon creusé entre deux coteaux, où s’élevait, à l’est le château de Monbadon et au sud-ouest la maison noble de Jouanin, sur la route départementale D21, entre Lussac et Saint-Cibard.

## Description et Historique

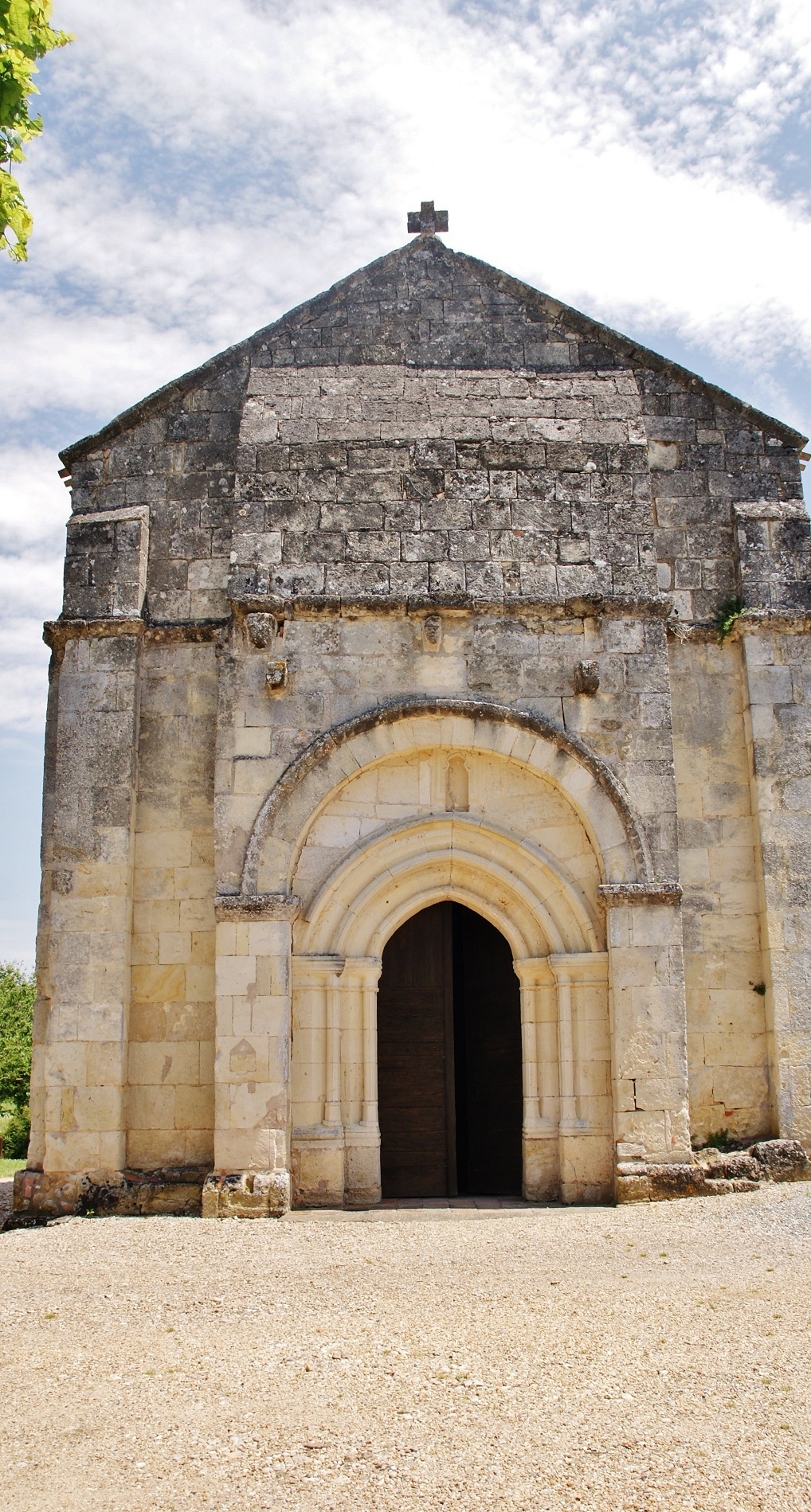
Façade ouest
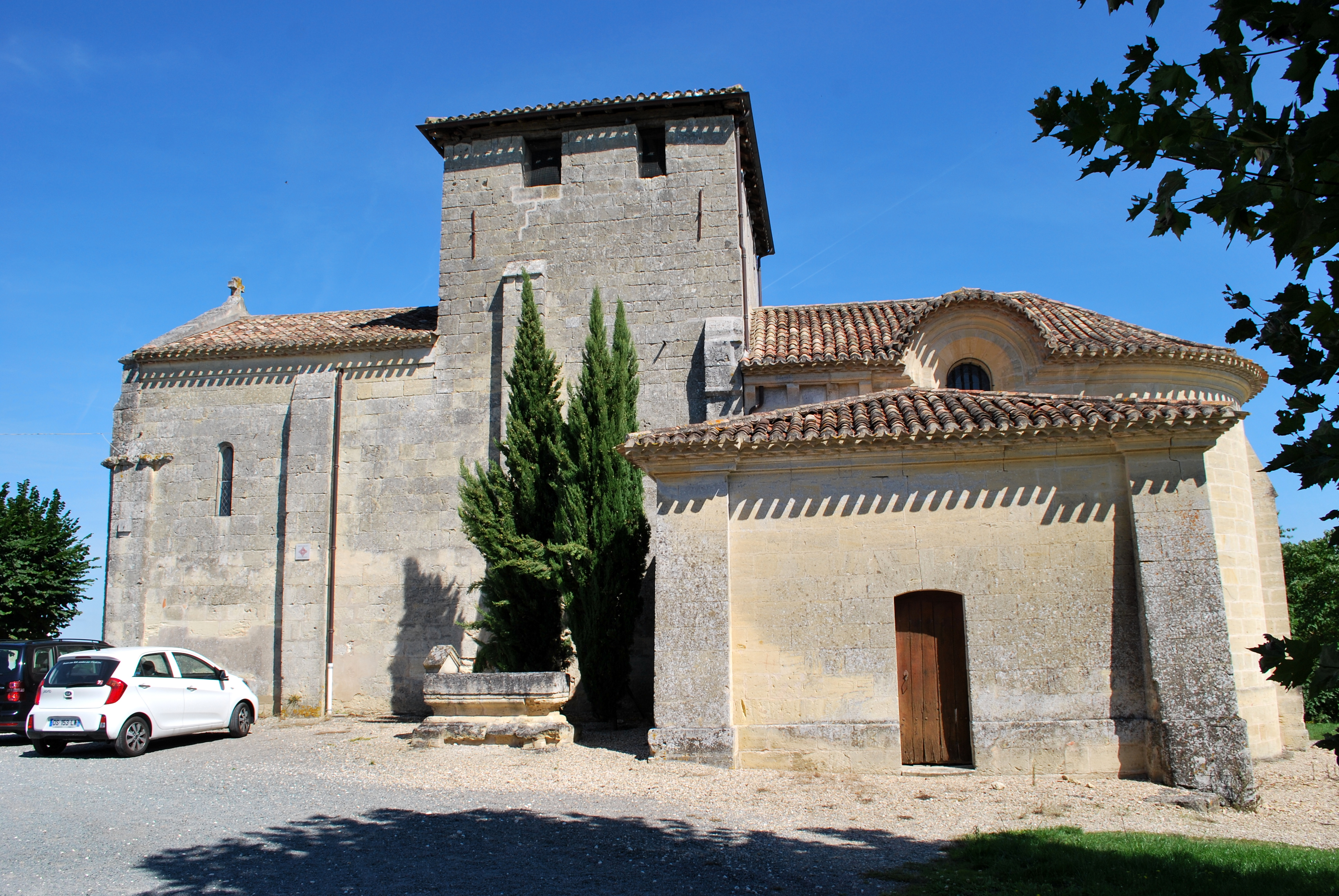
Façade sud
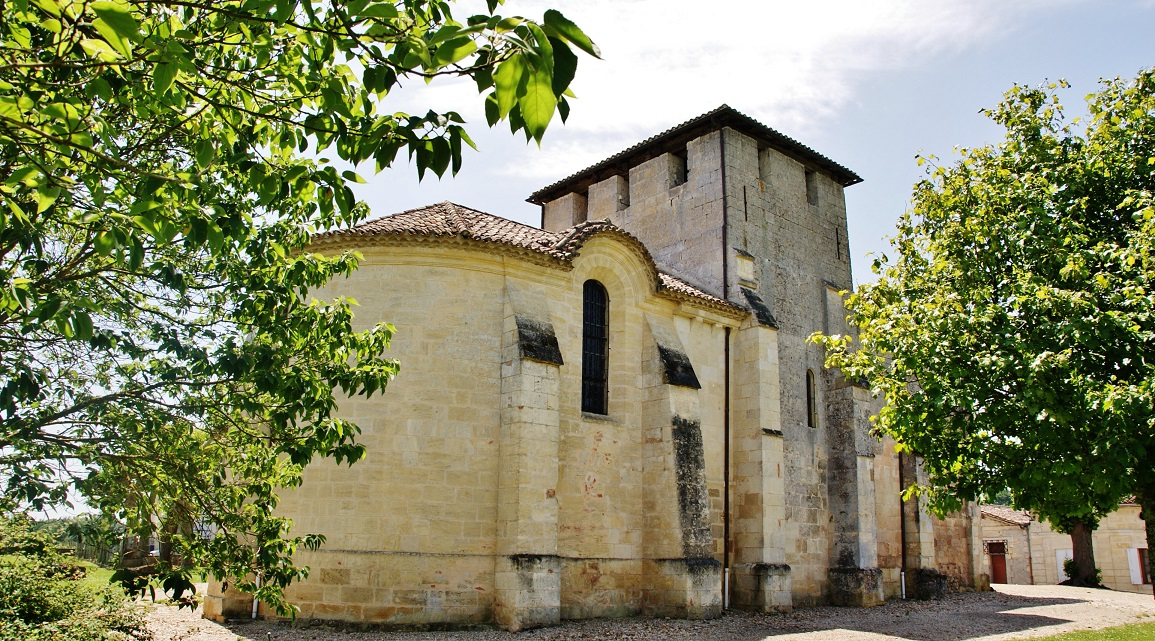
Façade est
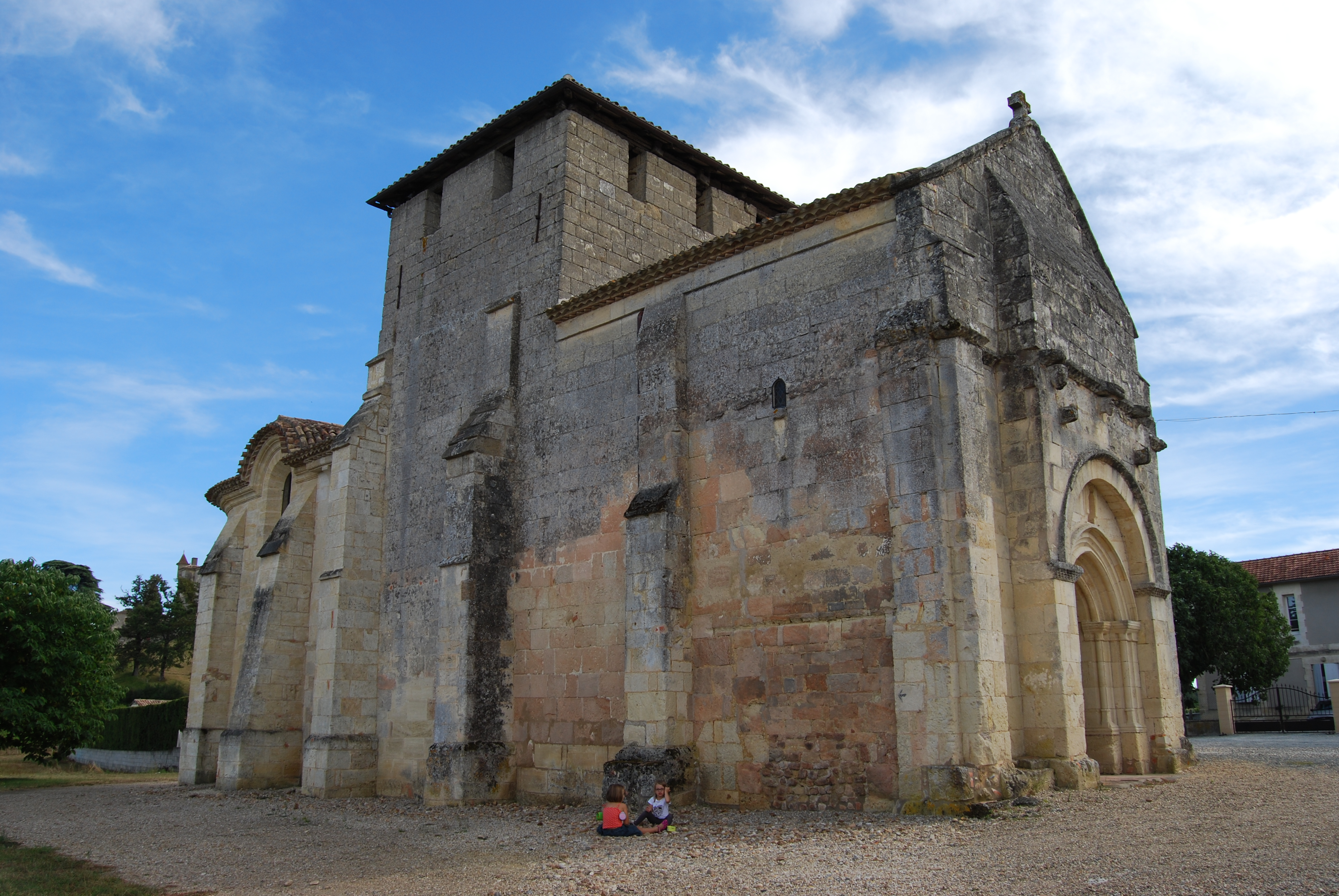
Façade nord

L'église est d'époque romane, sauf pour le portail et l'abside (1761), ainsi que les voûtes (1855). La nef, ainsi que le clocher et le chevet roman ont fait eux l’objet d’une campagne d’embellissement à la fin du XIIe siècle. Son plan est simple : une nef unique, le vaisseau est vouté en berceau, divisé en deux travées. À la jonction de l’abside et de la nef s’élève un clocher de plan rectangulaire. Deux forts arcs doubleaux soutiennent le clocher. Elle est suivie d’une abside en hémicycle, vouté en cul-de-four. Cette dernière est éclairée par des baies en plein cintre. Une sacristie est accolée au sud du chevet.
L'église est présente dans la liste des paroisses de l’archiprêtré d’Entre-Dordogne de 1398, sous le nom de Sanctus Martinus de Boenx. Ce dernier nom ayant été donné par la famille propriétaire du château de Monbadon à l’est de l'église. 
Le chevet actuel est reconstruit au XVIIIe siècle avec deux grandes baies en plein cintre. avec entablement et pilastres ioniques en faux marbre autour de l'autel. La sacristie date de cette campagne.
La nef est voûtée en berceau au XIXe siècle. En juin 1896, la façade de l’église est crépie à la chaux hydraulique, pour préparer la visite de l’archevêque prévue la même année. À cette occasion fut également commandé à l’atelier de l’artiste-peintre Terral des travaux de peinture et de toiles marouflées du chevet. Derrière l’autel, cinq grands panneaux représentent de gauche à droite, saint Martin prêchant devant la foule au pied du château de Monbadon, saint Roch assis avec un vieillard derrière lui, le Christ en croix, la Vierge et l’Enfant, ainsi que saint Martin à cheval tranchant sa cape en deux avec son épée pour en offrir une moitié à un pauvre. Cette dernière représentation du saint est la plus célèbre dans la dévotion populaire et dans la tradition iconographique. Elle évoque la charité de cet ancien soldat, le plus souvent présenté vêtu de son armure et muni de son épée ainsi que de sa cape rouge.

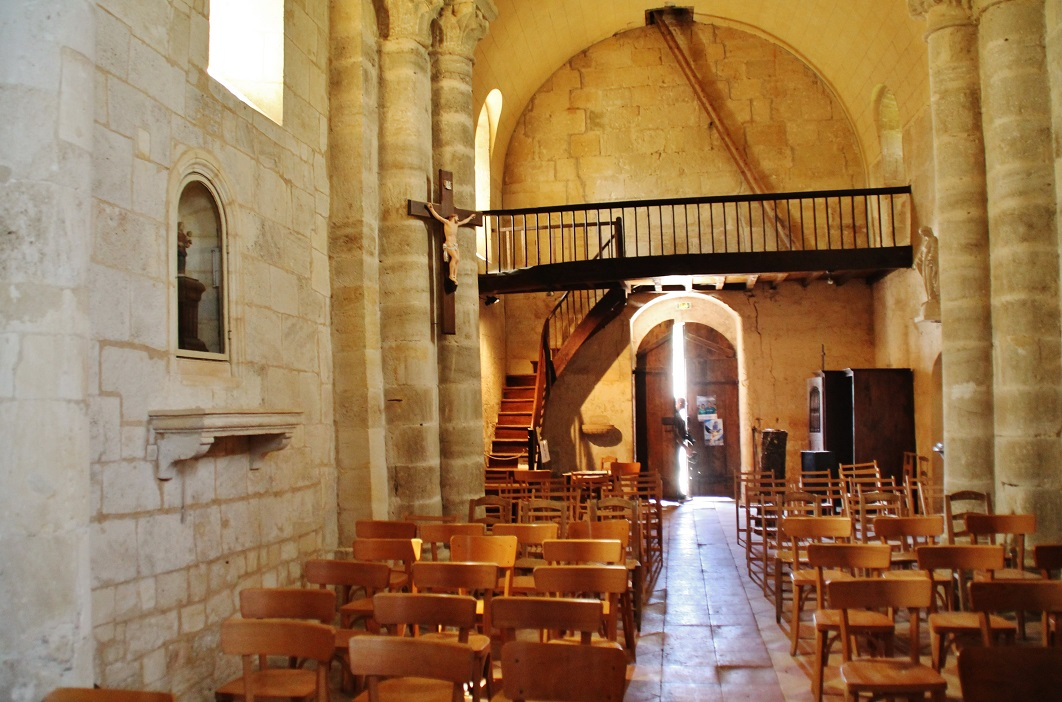
La nef vers l'ouest
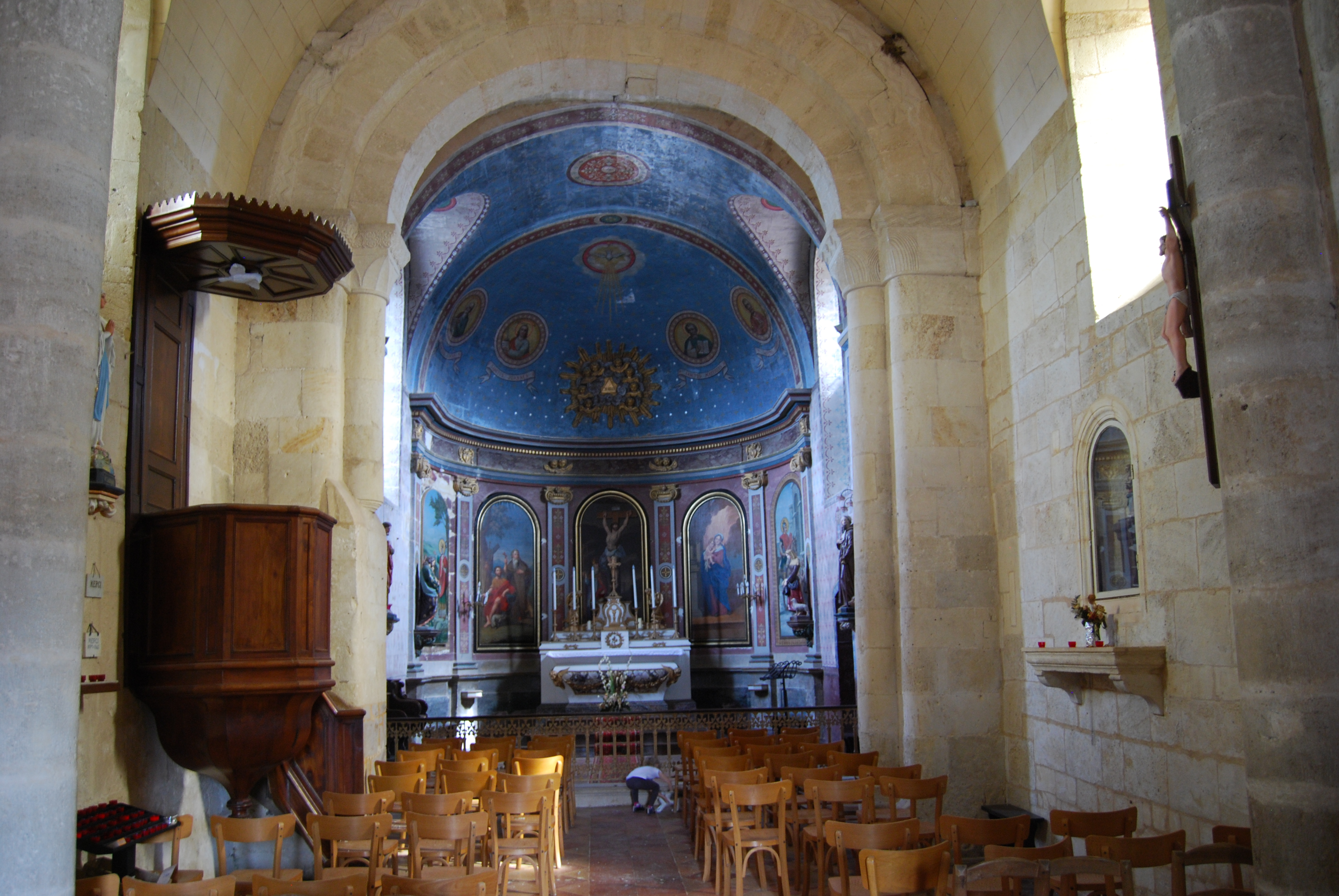
La nef vers l'est
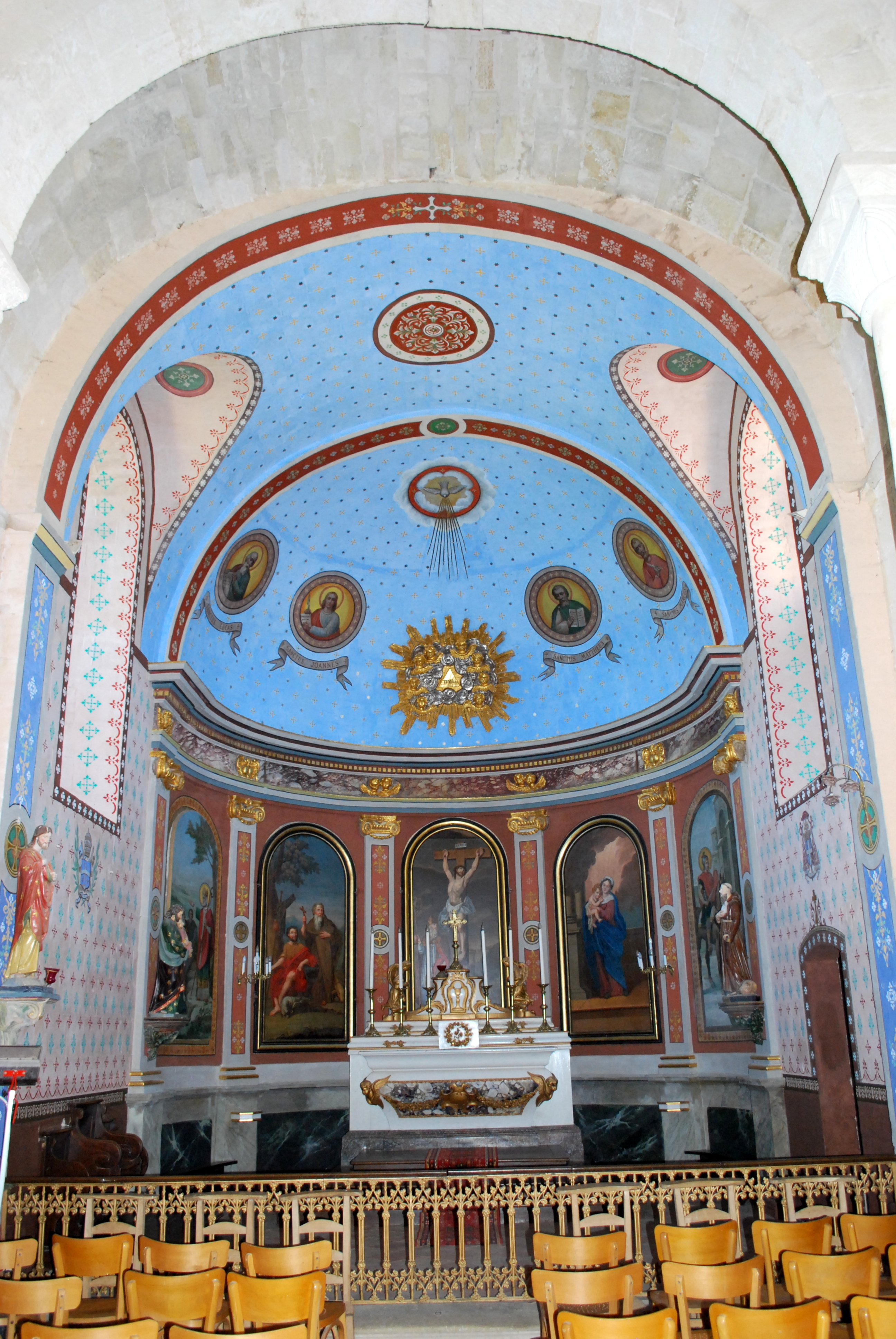
Le sanctuaire
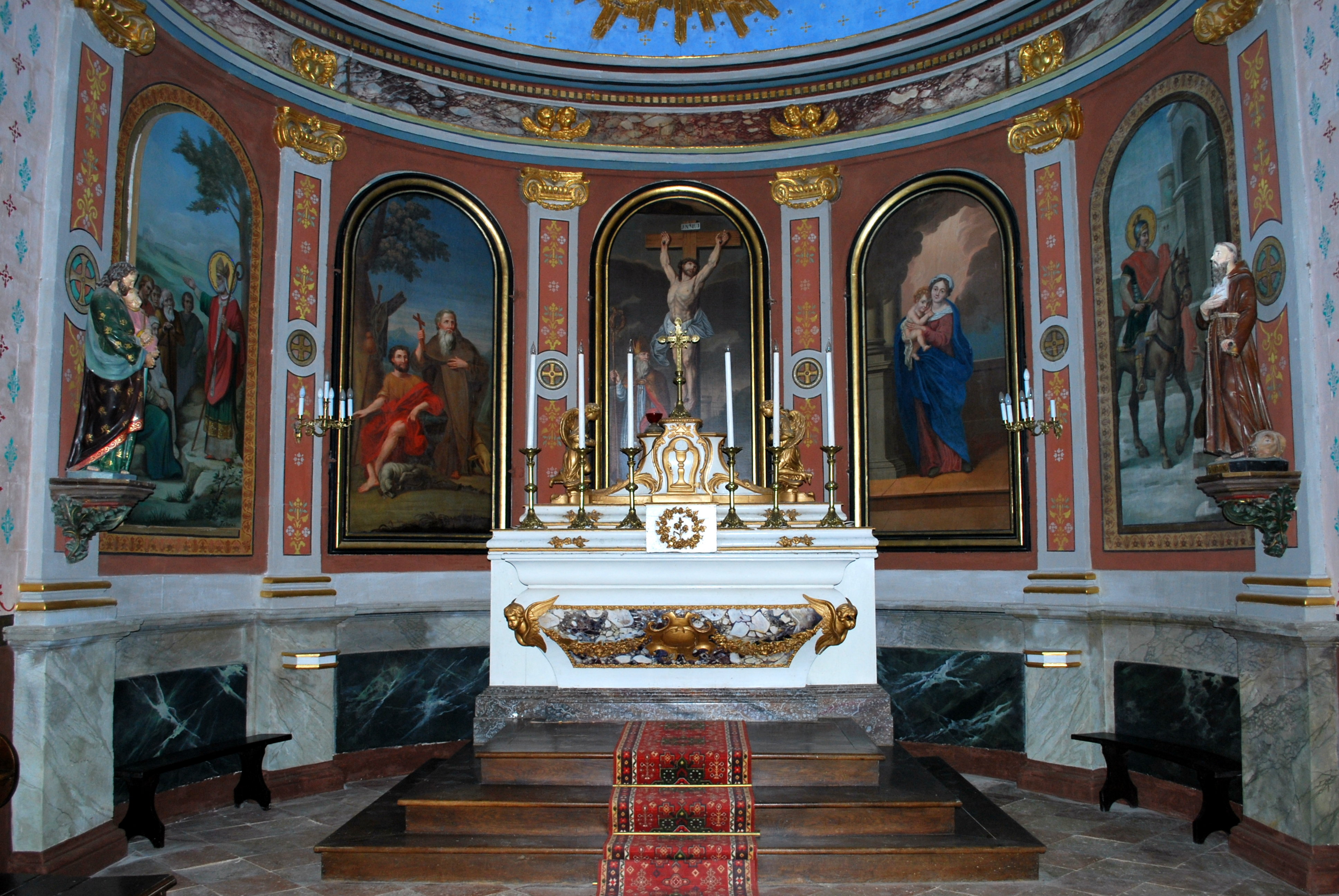
Le chevet
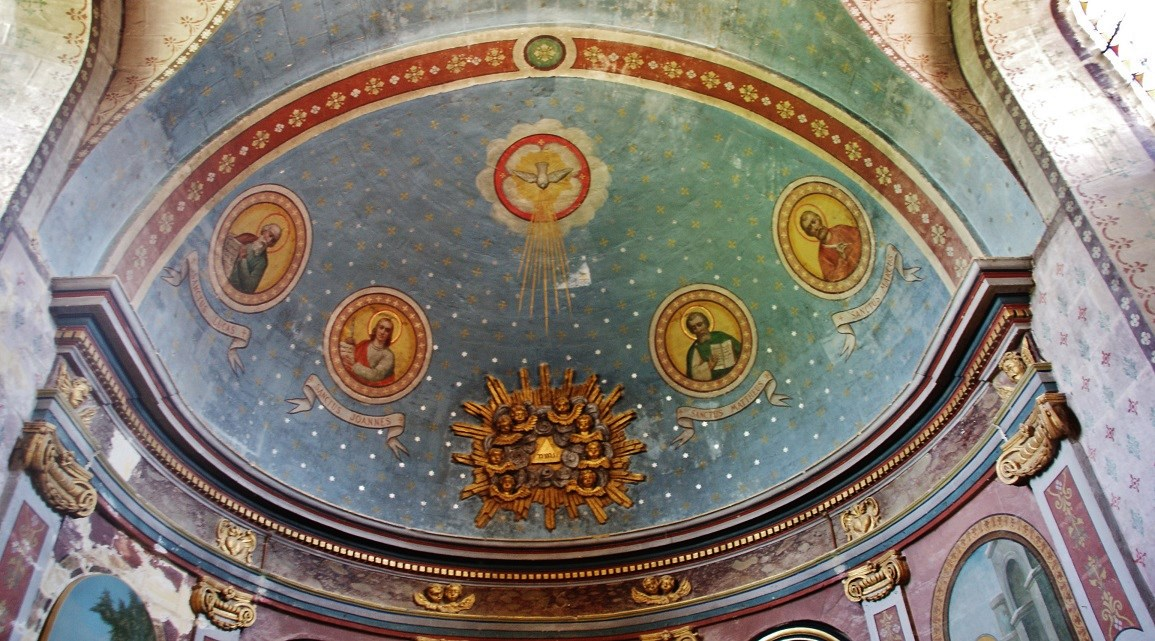
La voûte du chevet

À l'extérieur de l'église, sur la façade sud se trouvent deux types de cadrans solaires. Le plus ancien est un cadran canonial gravé dans la pierre. Un cadran solaire plus moderne se trouve encastré dans le contrefort sud de la façade occidentale. Il porte la date de 1630.

Les cadrans solaires
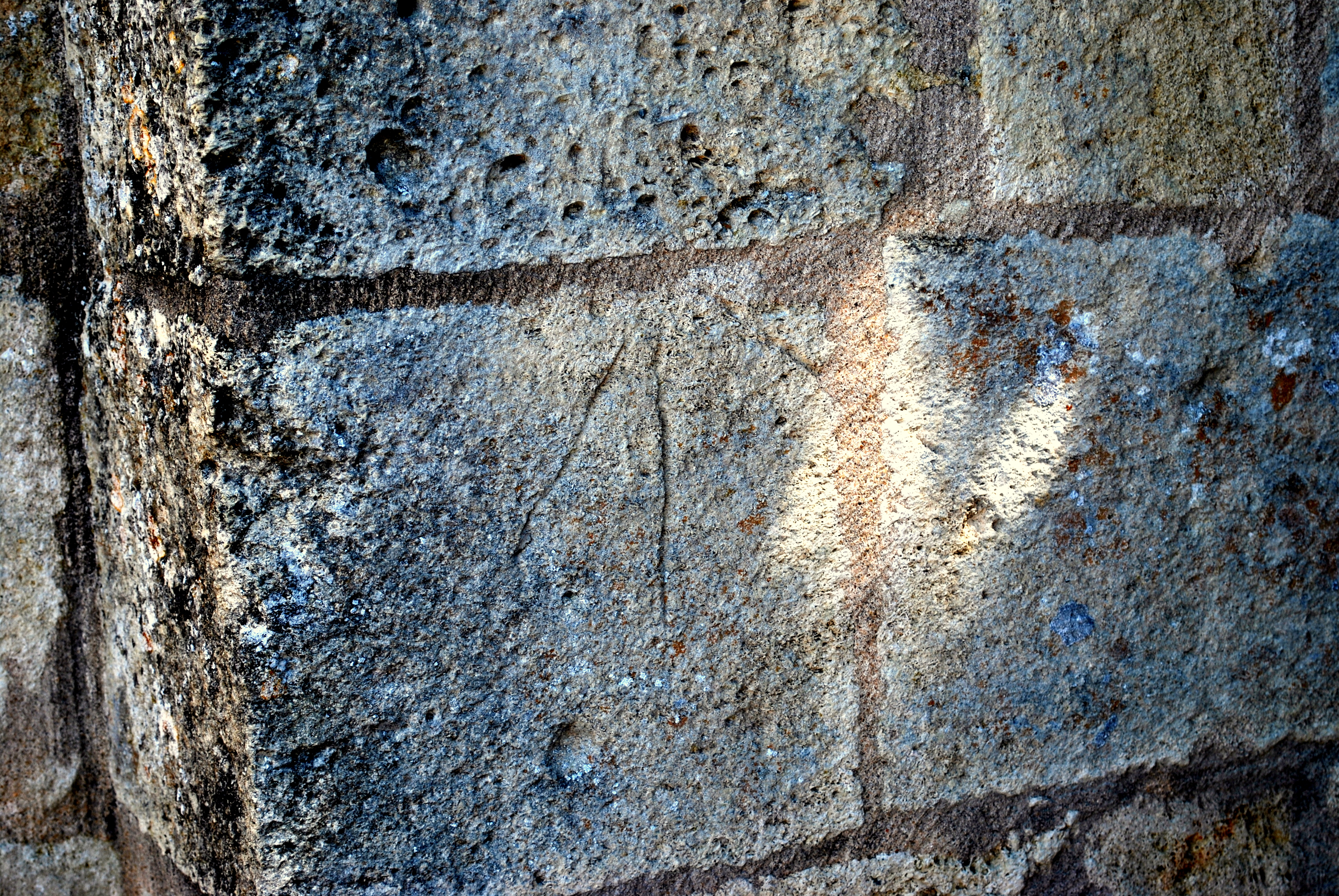
Cadran canonial
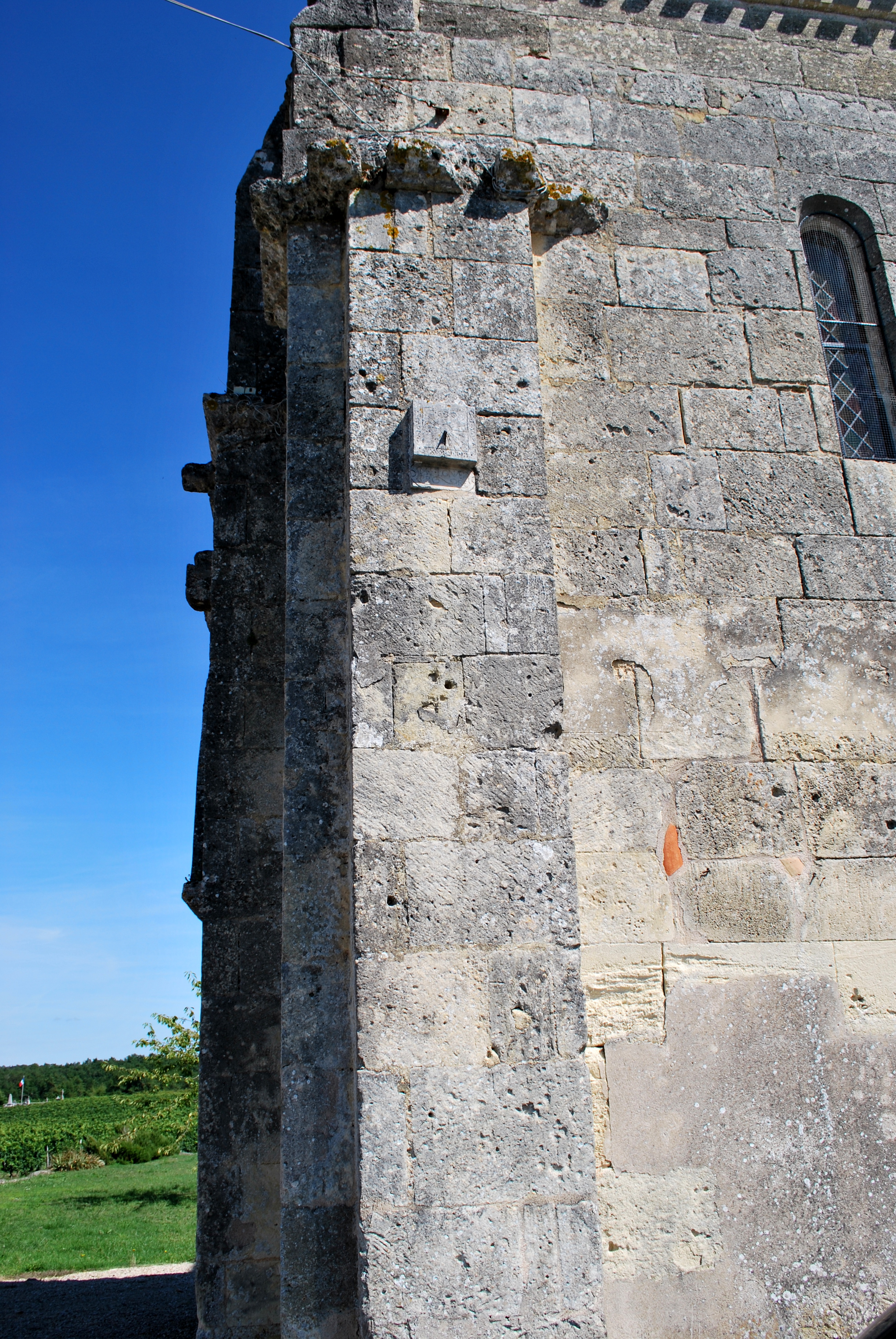
Emplacement cadran solaire
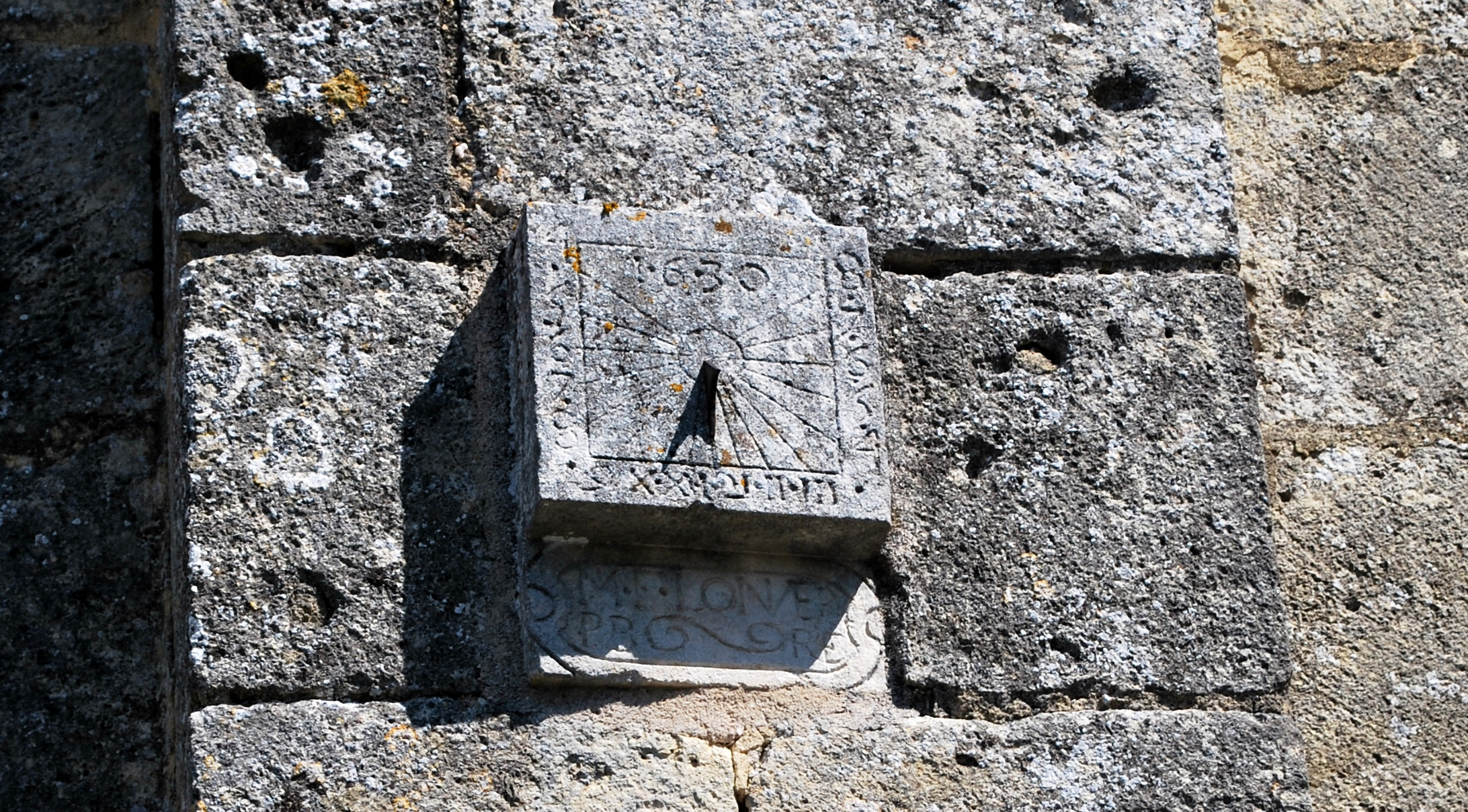
Le cadran solaire de 1630

L'édifice est classé au titre des monuments historiques le 21 novembre 1925.